# Alsophila khasyana
Cyathea khasyana là một loài thực vật có mạch trong họ Cyatheaceae. Loài này được T. Moore mô tả khoa học đầu tiên năm 1869.